# Achada de Simão Alves
Achada de Simão Alves é um sítio povoado da freguesia de Santana, concelho de Santana, Ilha da Madeira. Este sítio tomou o nome de um dos primeiros colonizadores, que teve aqui terras de sesmaria.
Desconhece-se a data da chegada do primeiro colonizador às terras de Santana. A referência mais antiga a indivíduo com o nome de Simão Alves, é feita no casamento realizado em Santana, em 25-11-1594, entre Simão Alves e Iria Fernandes. O nubente era filho de Simão Alves e de Isabel Fernandes, "...moradores que forão na freguesia do Bom Jesus...".  